# 二角帽子
二角帽子（にかくぼうし、Bicorne）とは、角が2箇所ある帽子。18世紀後半から19世紀前半にかけて用いられた。ヨーロッパやアメリカの陸軍・海軍で主にかぶられていたが、ナポレオン・ボナパルトが使用していたことで最も知られている。ナポレオン時代の将軍や参謀将校が日常的に着用したほか、少なくとも第一次世界大戦頃までは正装用の帽子として広く生き残っていた。ビコルヌ、バイコーン、ナポレオン帽、山形帽、仁丹帽（仁丹の将軍マークから）。
三角帽子から派生した二角帽子は黒く、もともと縁の幅が広めになっており、正面と背面を折り曲げてピンで止めた半円形だった。通常、正面には国籍や階級を表すコケイド（花形帽章）をつけた。
後に形は三角形に近づいていく。両端はもっと尖り、花形帽章は右側面に付けられるようになる。このような形式になった二角帽子は コックドハット（Cocked hat） と呼ばれた。二角帽子は（ナポレオンのように）横に着用する場合と縦に着用する場合があった。
二角帽子は、第一次世界大戦頃まで、世界のほとんどの海軍で士官の正帽として広く着用された。大戦間期も海軍の上級士官によって限られた場面で着用されていたが、それも今日では消滅している。
二角帽子は軍装の帽子として以外に、ヨーロッパの君主制国家や日本などで文官の正装として19世紀から20世紀初期まで着用された。この慣行は第一次世界大戦後は一般的に廃れたが、イギリスの温帯地方の植民地総督やイギリス連邦諸国（オーストラリア、カナダ、ニュージーランドなど）の総督は儀式用の正装とともに20世紀後半まで二角帽子を着用し続けた。

## ナポレオンの二角帽子
ナポレオンが愛用していた二角帽子は、ビーバーの毛皮（フエルト）から作られたもので、権力の座に就いていた約15年の間に120個ほどが作られた。21世紀に現存しているものはわずかであるが、時折、競売に出品されることもある。ナポレオンはこれを常々横向きに被っており、戦場において友軍が彼を識別する目印となっていたとされる。

## 日本における二角帽子
日本では海軍正装用の帽子（正帽）として使用されたほか、上述のように文官等の大礼服にも用いた。
日本では「山形帽」と呼ばれることが多く、二角帽子という用語は一般的でない。また、「コックドハット」の訳語としてその側面形から「三角帽」という言葉が使われることがあるが、海軍士官の帽子など、三角帽子でなく二角帽子を指している場合が多い。

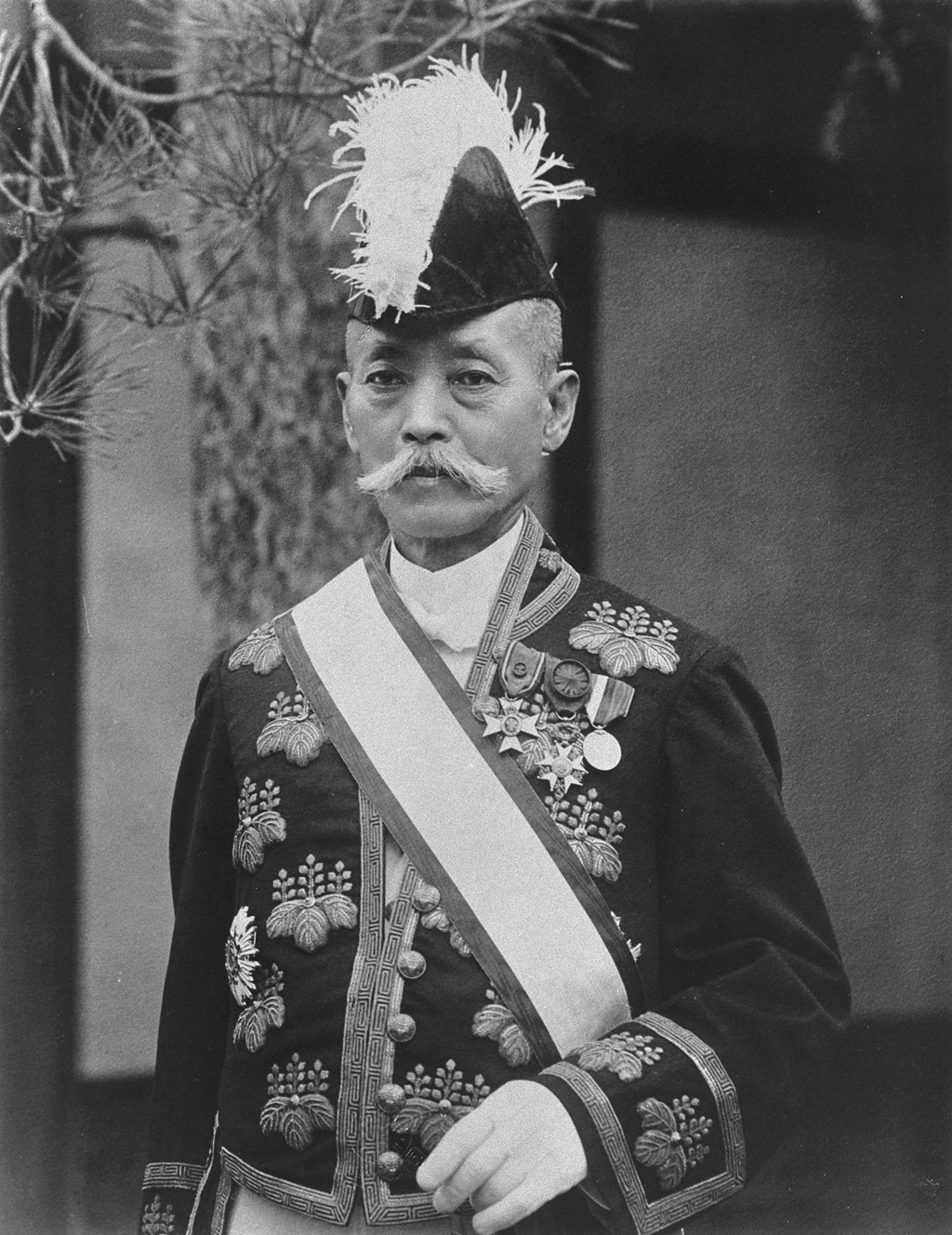
大礼服用の二角帽子を着用した尾崎行雄

## 現代における使用例
議会の停会宣言（prorogation speech）のような公式の場ではイギリスの大法官は三角帽子を着用し、その他の王立委員は二角帽子を着用する。
アカデミー・フランセーズのメンバーはアカデミーの式典で「アビ・ヴェール」（habit vert）という礼服を着用するが、それは、いずれも緑色の刺繍を施された黒の上衣とコックドハット形式の二角帽子から成っている。
エコール・ポリテクニーク（フランスの理工系エリート養成機関）の学生の正装（Grand Uniforme）は、赤いストライプの入った黒ズボン（女性の場合はスカート）と金のボタンとベルトの付いた上衣、それにコックドハット（公式には二角帽子と呼ばれている）である。女子学生はかつては三角帽子を着用したが現在は男子学生と同じく二角帽子を着用している。
ウィーンのスペイン乗馬学校（Spanische Hofreitschule）の騎手の制帽は二角帽子である。
大使の信任状捧呈式のような公式の場では外交官の正装として羽毛と金銀の縁取りの付いた二角帽子が着用されるのが普通だった。第二次世界大戦頃までは下級の大使館員でもそのような制服を着用したが、今日では、長い外交の伝統を持つ少数の国（イギリス、フランス、ベルギー、スペインなど）の大使が着用するだけになっている。
宮内庁車馬課に属する者の正装には、現在も二角帽を用いる。皇室行事又は信任状捧呈式において馬車が用いられる際には、その姿を見ることができる。